# Сперлинг, Милтон
Милтон Сперлинг (англ. Milton Sperling; 6 июля 1912, Нью-Йорк — 26 августа 1988, Беверли-Хиллз, Калифорния) — американский деятель кинематографа, сценарист и продюсер, основатель компании United States Pictures. Номинант на «Оскар» за лучший оригинальный сценарий («Трибунал Билли Митчелла», 1955).

## Биография
Родился в Нью-Йорке. В юности работал посыльным и клерком в старом офисе кинокомпании Paramount Pictures на Лонг-Айленде. В 1932 году переехал в Лос-Анджелес, где начал работу на студии 20th Century Fox. Был секретарём киномагнатом Дэррила Занука и Хэла Уоллиса. В 1930-е годы начал писать киносценарии. Первым фильмом, где сценаристом значился Сперлинг, стал «Пой, детка, пой», вышедший, когда ему было 24 года. Он также был сценаристом фильма 1940 года «Выдающийся профиль».
В годы Второй мировой войны служил в Корпусе морской пехоты на Тихоокеанском театре военных действий в чине капитана. Был инструктором документальной съёмки в боевых условиях. После войны, вернувшись в Голливуд, основал (с Джозефом Бернхардом) независимую киностудию United States Pictures; как вспоминал сам кинематографист, после того как он «39 месяцев щёлкал каблуками, стоял по стойке „смирно“, отдавал честь и отвечал „Есть, сэр!“», ему чрезвычайно нравилось звучание слова «нет», которое он мог себе позволить как независимый предприниматель. На новой студии Сперлинг выступал в роли продюсера, сняв такие ленты, как «К югу от Сент-Луиса» (1949), «Насаждающий закон», «Далёкие барабаны» (оба — 1951), «Марджори Морнингстар» (1958), «Терновый куст» (1960), «Битва в Арденнах» (1965) и «Капитан Апач» (1971). Одновременно продолжал участвовать в написании сценариев, в том числе к фильмам «Терновый куст» и «Битва в Арденнах». За сценарий к фильму «Трибунал Билли Митчелла» был в 1956 году номинирован на «Оскар» за лучший оригинальный сценарий. Был одним из основателей Гильдии сценаристов США.
Умер в 1988 году в возрасте 76 лет после долгой болезни, оставив после себя жену Маргит, трёх дочерей и сына. Похоронен на кладбище Маунт-Синай в Голливуд-Хиллз.